# リチャード・ジャッド
リチャード・ジャッド（Richard Judd、1992年5月18日 - ）は、メジャーリーグラグビー、サンディエゴ・リージョンに所属するラグビー選手。

## プロフィール
- ニュージーランド・テムズ出身。
- ポジションはスクラムハーフ(SH)。
- 身長 180cm、体重 89kg
- ニックネームはジュディ。

## 来歴
4歳からラグビーを始めた。
テムズ高校、テムズ・ヴァリー、カウンティーズ・マヌカウ、ベイ・オブ・プレンティ、ハリケーンズを経て、2019年、サントリーサンゴリアス(現・東京サントリーサンゴリアス)に加入。
2020年2月1日に行われたジャパンラグビートップリーグ第4節のNECグリーンロケッツ戦に先発出場で日本での公式戦初出場を果たした。
2021年、ウェリントンに加入。
2022年、サンディエゴ・リージョンに加入。 